# クロード・フロリモン・ド・メルシー
クロード・フロリモン・ド・メルシー（フランス語: Claude Florimond de Mercy、1666年 - 1734年6月29日）は、神聖ローマ帝国の元帥。1734年のサン・ピエトロの戦いで戦死した。

## 生涯
ロレーヌ公国のロンウィで生まれ、1682年に志願兵として神聖ローマ帝国軍に従軍した。翌年の第二次ウィーン包囲での功績により将校の役職を得る。その後の7年間でハンガリーを転戦、騎兵大尉に昇進した。このときに得た傷で視力に影響を受けた。その後、1697年までの5年間を大同盟戦争のイタリア戦役に費やしたが、プリンツ・オイゲンによりハンガリーに呼び戻され、ゼンタの戦いの功績で2段階昇進した。
ド・メルシーはスペイン継承戦争初期のイタリア戦役で自身の大胆さを示した。彼は近接戦で2度捕虜にされ、1702年1月31日のクレモナの奇襲でも活躍し、神聖ローマ皇帝レオポルト1世からの感謝を受け取った上で新しく徴集された胸甲騎兵連隊長に任命された。フリートリンゲンの戦いと1703年のライン川戦役にも参加、大胆な指揮官として奇襲を成功させたことが両軍によく知られるようになった。これにより1704年初にバイエルン選帝侯マクシミリアン2世エマヌエルの領地への略奪が命じられ、直後に少将に昇進した。1704年7月2日のシェレンベルクの戦いにも参加した。
以降もスペイン継承戦争全体を通して活躍、墺土戦争のペーターヴァルダインの戦いにも勝利してテメシュヴァールのバナト知事に任命された。
1717年のベオグラード包囲戦では左翼騎兵の2列目を率いてオスマン帝国軍に突撃、オスマン軍を塹壕に押し返した。講和の後、ド・メルシーはバナトの統治を再開した。150年以上のオスマン統治を経たバナトには有能な統治者が必要だったが、ド・メルシーは統治する時間も無く戦場に呼び戻され、今度は四国同盟戦争の南イタリア戦役に参加した。彼は1719年6月20日のフランカヴィッラの戦いに参加、メッシーナを占領、パレルモを包囲した。その後はバナトの統治を再開、バナトを文明的で繁栄した社会に再建した。
1734年に元帥に昇進、同年春にアイルランド出身の少将フランシス・パトリック・オニーラン（Francis Patrick O'Neillan）とともにマントヴァで5万人を徴集、1733年にフランス＝スペイン連合軍に占領されたオーストリア領の奪回を目指した。
1734年6月29日、ド・メルシーはサン・ピエトロの戦いで自軍を率いている最中に戦死した。子供はなく、伯爵位はメルシー＝アルジャントー家のアルジャントー伯爵（Argenteau）が継承した。

## 記念
2009年8月3日、ド・メルシーの胸像がティミショアラ中央公園で公開された。